# Otonel
Otonel es un núcleo de población español del municipio de Cortes de Pallás, perteneciente a la provincia de Valencia, en la Comunidad Valenciana.

## Historia
Hacia mediados del siglo XIX, el lugar, ya por entonces perteneciente a Cortes de Pallás, estaba despoblado. Aparece descrito en el duodécimo volumen del Diccionario geográfico-estadístico-histórico de España y sus posesiones de Ultramar de Pascual Madoz con las siguientes palabras:

OTONEL: desp. que existe cerca de la orílla der. del Júcar entre el térm. de Cortes de Pallas junto al de Miralles con quien linda, prov. de Valencia, part. jud. de Jaraluel: dista de dicho r. 1/2 hora, de Cortes 3, y de Millares 2. Tiene térm. propio, cuya estension es de una hora proximamente por sus cuatro lados, pero casi todo es de pedrizas, si se esceptuan unas 30 hanegadas de huertas y secanos, que se cuentan en las inmediaciones de la ant. pobl., que estuvo en un sitio profundo, hoy intransitable, en medio de montes que le cercan por todas partes y que le tienen en un aislamiento continuo, fuera de las temporadas en que algunos pastores van á apacentar sus rebaños y á hacer compañia á la única familia que habita ó casi vegeta en tal soledad. Consérvanse tan solo dos casas de mal gusto, algunos paredones y cimientos de los antiguos escombros de otras obras, varias piedras cuadradas que debieron caer de ellas y algunos morteros de piedra como los mayores que de metal usan los boticarios. Tambien se conservan parte de las obras de un cast. de tapias que estuvo contiguo á la pobl.; mas se ignora lo que fue esta, si bien debe suponerse tendria corto vecindario y posibilidades, porque no se descubren vestigios de grandes edificios, ni de muchos. Tampoco se sabe en qué época se abandonó aquel sitio, aunque es probable fuese cuando la espulsion de los moriscos, pues entonces quedaron tambien sin habitantes otras poblaciones comarcanas, que se han repoblado por ofrecer su suelo mas recursos para la vida que el de Otonel, que es de inferior calidad y que en su mayor estension no produce sino algunas leñas y pastos.
(Madoz, 1849, pp. 413-414)

En 2023, el núcleo de población tenía empadronados doce habitantes.

## Patrimonio
Está en el lugar el castillo de Otonel.